# Ventridens pilsbryi
Ventridens pilsbryi är en snäckart som beskrevs av Leslie Raymond Hubricht 1964. Ventridens pilsbryi ingår i släktet Ventridens och familjen Zonitidae. Inga underarter finns listade i Catalogue of Life.